# Ian Davidson (Politiker, 1950)

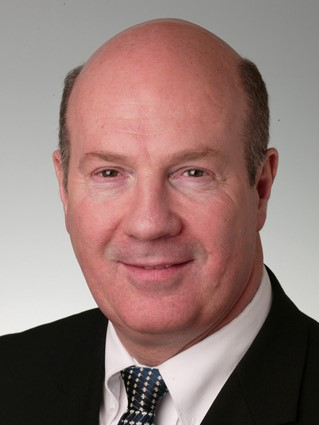
Ian Davidson

Ian Davidson (* 8. September 1950) ist ein schottischer Politiker von Labour sowie der Co-operative Party.

## Politischer Werdegang
14 Jahre lang vertrat Davidson die Labour Party für den Bezirk Govan im Glasgower Stadtrat. Der SNP-Politiker Jim Sillars hatte die Nachwahlen nach dem Rücktritt des Labour-Politikers Bruce Millan im Wahlkreis Glasgow Govan für sich entschieden. Zu den folgenden regulären Unterhauswahlen 1992 stellte die Labour Party Davidson in diesem Wahlkreis auf. Er setzte sich am Wahltag mit einem Stimmenanteil von 48,9 % gegen seine Kontrahenten durch und zog in der Folge erstmals in das britische Unterhaus ein.
Bei den folgenden Wahlen 1997 kandidierte Davidson nicht mehr für Glasgow Govan. Das Mandat hielt sein Parteikollege Mohammad Sarwar. Davidson bewarb sich hingegen um das Mandat des benachbarten Wahlkreises Glasgow Pollok, das er mit einem Stimmenanteil von 59,9 % gewann. Bei den Unterhauswahlen 2001 verteidigte er sein Mandat.
Da sein Wahlkreis zum Ende der Wahlperiode aufgelöst wurde, trat Davidson bei den Unterhauswahlen 2005 im neugeschaffenen Wahlkreis Glasgow South West an. Er setzte sich mit einem Stimmenanteil von 60,2 % durch und konnte sein Ergebnis bei den folgenden Unterhauswahlen 2010 auf 62,5 % steigern. Nach massiven Stimmgewinnen der SNP verlor Davidson bei den Wahlen 2015 sein Mandat. Dieses ging an den SNP-Kandidaten Christopher Stephens.